# Майозамальха
Майозамальха (лат. Maogamalcha) — город в Месопотамии, атакованный и захваченный римской армией под командованием императора Юлиана II Отступника во время его похода против государства Сасанидов в 363 году. Майозамальха располагалась на расстоянии около 90 стадиев от сасанидской столицы Ктесифона. По всей видимости, город был сильно укреплен и хорошо защищен. Византийский историк Зосим явно намекает на это место, хотя он не называет его по имени.